# 歌連臣角火葬場

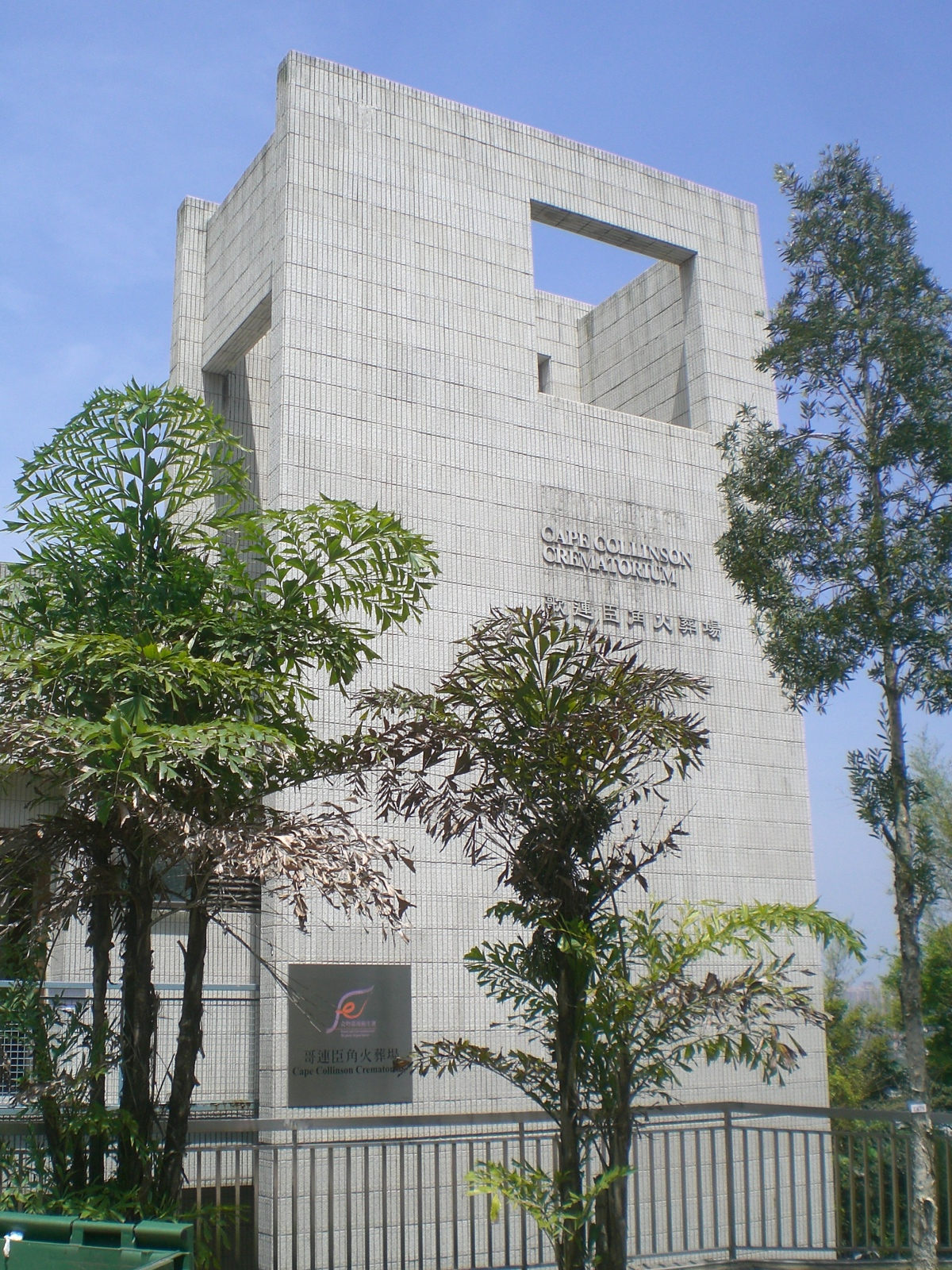
行政部

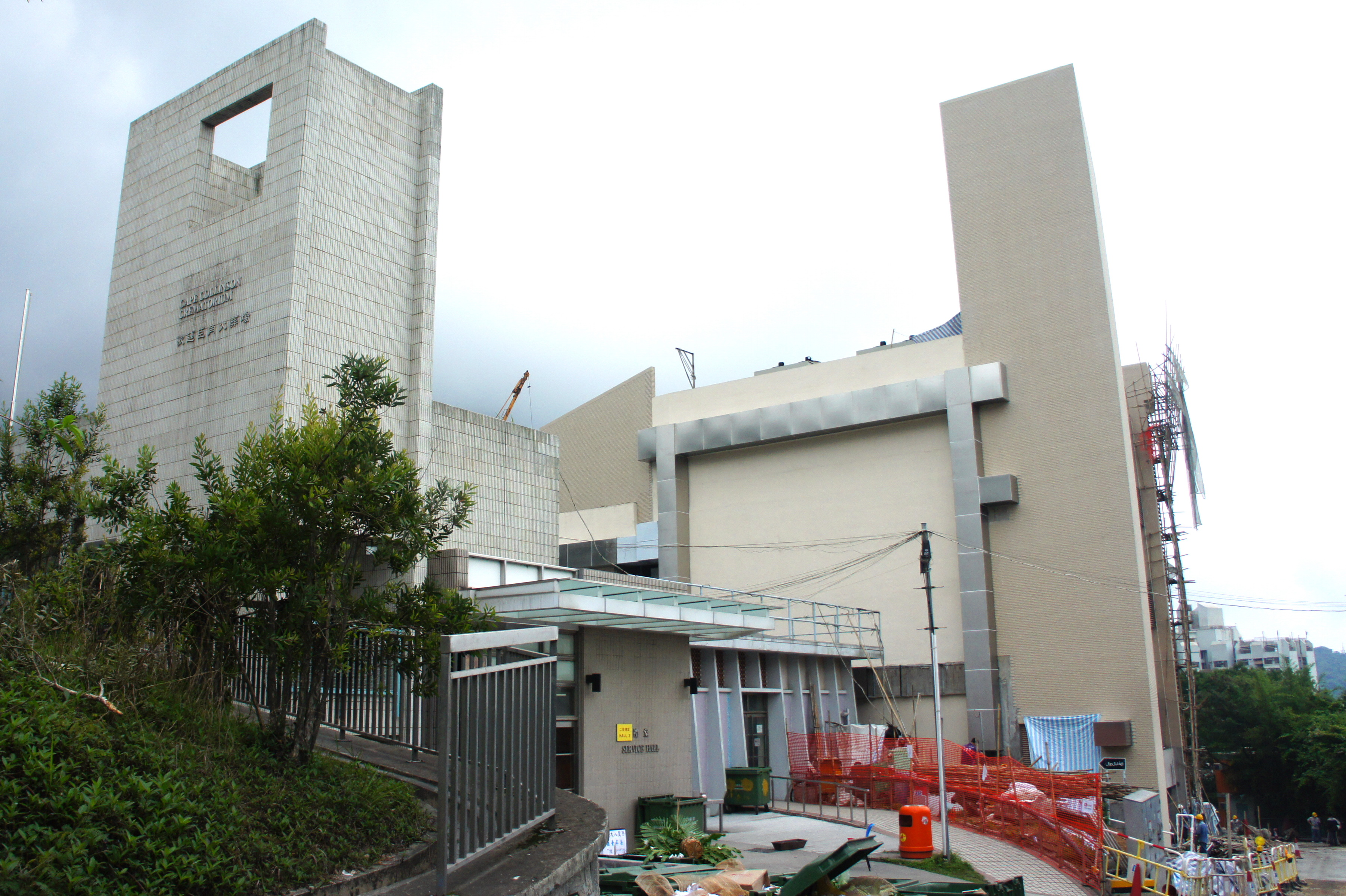
歌連臣角火葬場在進行改善工程（2012年4月）

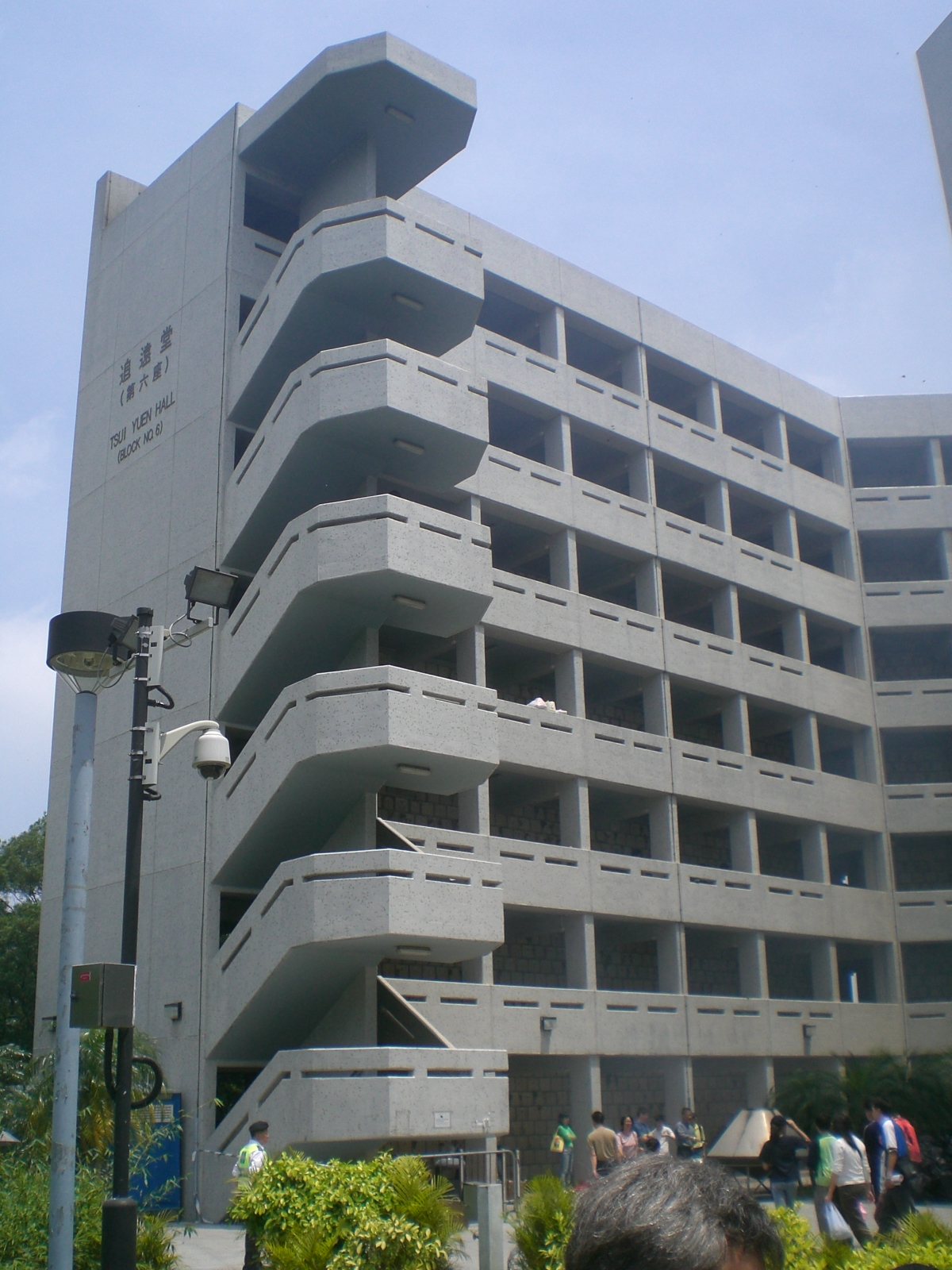
靈灰安置所（靈灰閣）第六座名為追遠堂

歌連臣角火葬場（英語：Cape Collinson Crematorium）是香港一個火葬場，位於香港島東區大潭峽，於1962年啟用，鄰近歌連臣角道及柴灣區內多個墳場，場內有六座靈灰安置所，是安放經火葬處理的先人骨灰龕。由食物環境衞生署管理。
歌連臣角火葬場是眾多殯葬設施中最遠離民居的一個，因此有不少城中名人（例如藝人）逝世後都選擇在此火葬場進行火化。

## 歷史
食物環境衞生署斥資500萬港元翻新歌連臣角火葬場殯儀禮堂。2000年9月，歌連臣角火葬場殯儀禮堂暫時關閉以便進行翻新工程，工程已於2001年4月18日完工並重新開放。
鑑於日益增加的火葬服務需求，自從2009年7月起，食物環境衞生署計劃斥資6億6000萬港元，分兩階段重建歌連臣角火葬場，在原址重建10個新火化爐及其附屬設施。原有的火葬場共有12個火化爐和3個禮堂，其中火化爐分別在1995年和2001年更換，火葬場當時每年提供10,300個火化時段。第一期工程將在原有火葬場北部停車場以及中式禮堂的位置上興建兩個多用途禮堂以及4個火化爐及其附屬設施，工程已於2013年2月完成。第一期工程完成之後，原有火葬場的所有業務率先轉到新建的火葬場，並進行第二期工程：拆除原有的禮堂以及12個舊火化爐；在原址上新建六個火化爐以及一個多功能禮堂、辦公室及其附屬設施，工程已於2015年12月20日完成，該日起重置後的火化爐全數分階段投入使用。為減少燃燒時所產生的空氣污染物，新火化爐將採用煤氣作為燃料，而非超低硫柴油。歌連臣角火葬場第二期重建完成後，全香港的火化時段由每年約43,900個增至52,800個，足以應付直至2025年的火化需求。

## 設施
- 禮堂
- 化寶爐
- 洗手間
- 升降機
- 閉路電視
- 行政辦公室
- 巴士站
- 地下油缸
- 小巴站

## 靈灰安置所
- 第一座名為務本堂；
- 第二座名為祐啓堂；
- 第三座名為克念堂；
- 第四座名為景賢堂；
- 第五座名為慎終堂；
- 第六座名為追遠堂；

## 交通指南
在清明節及重陽節當日，歌連臣角火葬場及墳場的訪客很多，所以有特別交通安排，前往火葬場的道路設有交通管制，只開放予公共交通車輛、政府車輛及送殯車輛使用，另外城巴388線是香港島一條清明節及重陽節來往柴灣站和哥連臣角的路線，是方便掃墓市民的特別路線。
在一般日子，訪客則可乘坐巴士或小巴到大潭峽的歌連臣角道路口以前住火葬場。可參考大潭峽懲教所#交通指南。
登山人士，可從港鐵柴灣站A出口出發，先使用位於新廈街柴灣市政大廈旁的扶手電梯或步行樓梯前往哥連臣角新廈靈灰安置所(該通道的開放時間為星期一至星期日上午8:30至下午6:00)，再沿著哥連臣角道西行約15分鐘。

## 鄰近
- 柴灣華人永遠墳場
- 哥連臣角新廈靈灰安置所
- 香港佛教墳場
- 歌連臣角回教墳場
- 西灣國殤紀念墳場
- 柴灣歌連臣角天主教聖十字架墳場
- 大潭峽
- 大潭郊野公園
- 石澳郊野公園
- 大潭峽懲教所（曾改為勵志更生中心）

## 資料來源
1. ↑   (新闻稿). 政府新聞網. 2001-04-16  [2025-02-10]. （原始内容存档于2024-12-27）.
2. ↑   (PDF). 香港立法會. 2009-07-04  [2024-12-19]. （原始内容存档 (PDF)于2024-12-27）.
3. ↑  . 東網. 2009-05-01.
4. ↑  . 食物環境衞生署. 2015-12-20  [2024-12-19]. （原始内容存档于2024-12-27）.
5. ↑  . 醫務衞生局. 2014-12-17  [2024-12-19]. （原始内容存档于2024-12-27）.
6. ↑  連接柴灣新廈街與哥連臣角新廈靈灰安置所的行人通道現已開放使用 （页面存档备份，存于）包括扶手電梯

## 参閲
- 香港焚化爐

## 外部連結
- 歌連臣角火葬場公告之一 （页面存档备份，存于）
- 食物環境衞生署的墳場及火葬場服務簡介 （页面存档备份，存于）

22°15′30″N 114°13′49″E / 22.25832°N 114.23039°E